# Haworthia marumiana var. archeri
Haworthia marumiana var. archeri és una varietat de Haworthia marumiana del gènere Haworthia de la subfamília de les asfodelòidies.

## Descripció
Haworthia marumiana var. archeri és una planta suculenta perennifòlia molt petita, compacta, de color verd marronós, amb rosetes de fins a 6 cm de diàmetre. Vegetativament són plantes similars a H. marumiana, però roman majoritàriament solitària i la característica floral també és diferent. Les seves fulles són menys flàccides, el dibuix sembla ser més fi i les fulles també tendeixen a corbar-se cap a fora i són una mica més escabrides.

## Distribució
Aquesta varietat creix a les províncies sud-africanes del Cap Septentrional i Occidental, creix a les zones més grans de Sutherland, Merweville i Frazerburg. Es produeix en gresos de Dwyka entre la vegetació karroid, però en els vessants meridionals més frescos. La zona a l'oest de Whitehill Laingsburg es troba al nord de la serralada de Witteberg i tècnicament es troba a la frontera de les zones de pluja d'hivern i estiu. No obstant això, és molt probable que prefereixi un estiu sec i la poca humitat que pot obtenir a l'hivern. Hi ha un alt grau de variació en la seva àrea de distribució. La col·lecció de la presa Floriskraal és glabra i s'assembla molt a la petita forma glabra de H. arachnoidea var. nigricans, una altra població de la zona de Gamkapoort té fulles més àmplies i amb menys espines.

## Taxonomia
Haworthia marumiana var. archeri va ser descrita per (W.F.Barker ex-M.B.Bayer) M.B.Bayer i publicat a Haworthia Revisited: 104, a l'any 1999.
Etimologia
Haworthia: nom en honor del botànic britànic Adrian Hardy Haworth (1767-1833).
marumiana: epítet en honor del científic holandès que va treballar en diferents camps, entre els quals la medicina, la botànica, la geologia, la química i la paleontologia, el Dr. Martinus van Marum (1750 – 1837).
var. archeri: epítet en honor del primer comissari del jardí Karoo, prop de l'estació de tren de Whitehill (Sud-àfrica), d'origen anglès Joseph Archer (1871-1954).
Sinonímia
- Haworthia archeri W.F.Barker ex M.B.Bayer, J. S. African Bot. 47: 791 (1981).[6]